# هاري بابكوك
هاري بابكوك (بالإنجليزية: Harry Babcock)‏ هو لاعب كرة قدم أمريكية أمريكي، ولد في 12 أغسطس 1930 في ويست نياك في الولايات المتحدة، وتوفي في 6 ديسمبر 1996.

## وصلات خارجية
- هاري بابكوك على موقع مرجع كرة القدم المحترفة.كوم (الإنجليزية)
- هاري بابكوك على موقع قاعة جورجيا للمشاهير الرياضية (مؤرشف) (الإنجليزية)